# Salers
Salers (okcitansko Salèrn) je naselje in občina v osrednjem francoskem departmaju Cantal regije Auvergne. Leta 2012 je naselje imelo 345 prebivalcev.

## Geografija
Kraj leži v pokrajini Haute-Auvergne ob reki Maronne, 40 km severno od Aurillaca.

## Uprava
Salers je sedež istoimenskega kantona, v katerega so poleg njegove vključene še občine Anglards-de-Salers, Le Falgoux, Le Fau, Fontanges, Saint-Bonnet-de-Salers, Saint-Chamant, Saint-Martin-Valmeroux, Saint-Paul-de-Salers, Saint-Projet-de-Salers, Saint-Vincent-de-Salers in Le Vaulmier s 3.269 prebivalci.
Kanton Salers je sestavni del okrožja Mauriac.

## Zanimivosti
- trg Place Tyssandier d'Escous, obdan z renesančnimi stavbami,
- mestna vrata porte du Beffroi in porte de la Martille, ostanka srednjeveškega obzidja,
- zvonik Beffroi de Salers iz 15. stoletja,
- cerkev sv. Mateja iz 15. stoletja, obnovljena konec 19. stoletja,
- kapela Notre-Dame-de-Lorette iz 19. stoletja, zgrajena v neo-bizantinskem slogu.